# الوقت المناسب (فلم)
الوقت المناسب (بالإنجليزية: Good Time) هو فيلم جريمة أمريكي صدر في عام 2017  من إخراج جوش وبيني سفيديا وكتبه جوش سفيديا ورونالد برونشتاين. الفيلم من بطولة روبرت باتينسون في دور لص البنك  وبيني سفيديا؛ برخد عبدي، جينيفر جيسون لي. 
الفيلم تلقى المديح من النقاد وتم اختياره للمنافسة على السعفة الذهبية  في مهرجان كان السينمائي 2017.

## الممثلون
- روبرت باتينسون في دور قسطنطين «كوني» نيكاس، نيك الأخ الأكبر كوري حبيب
- بن سفيديا  [لغات أخرى]‏ في دور نيكولاس «نيك» نيكاس، أخو كوني الأصغر سنا، جينيفر جيسون لي في دور كوري، كوني صديقة
- برخد عبدي في دور داش، حارس أمن يعمل في وردية الليل في متنزه
- تاليا ويبستر في دور كريستال، فتاة في سن المراهقة تساعد كوني
- نيكرو  [لغات أخرى]‏
- بيتر فيربي في دور بطرس، معلاج نفسي

## الإصدار

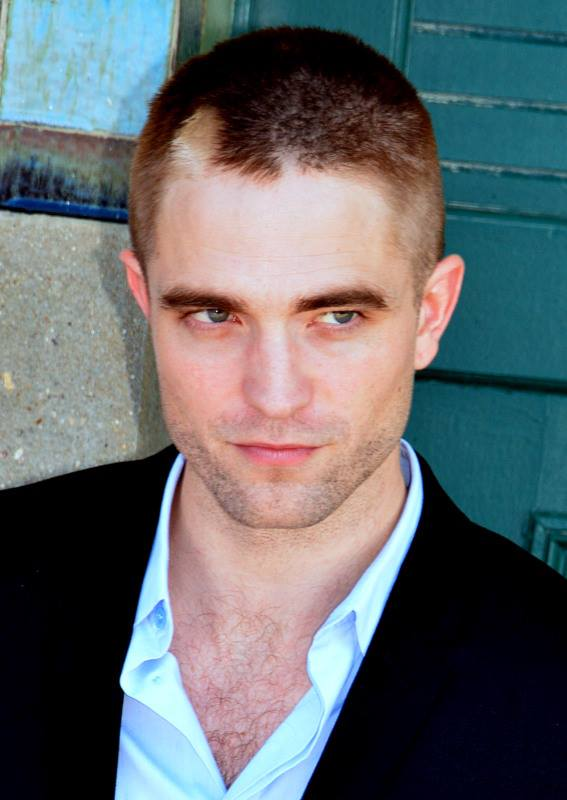
روبرت باتينسون في مهرجان دوفيل السينمائي الأمريكي

في تشرين الأول / أكتوبر 2016, حصلت إيه 24 على حقوق توزيع الفيلم. تم اختيار الفيلم للمنافسة على السعفة الذهبية في المسابقة القسم في عام 2017 مهرجان كان السينمائي. بدأ العرض المحدود في الولايات المتحدة  في 11 أغسطس عام 2017،  وصدر في باقي دور العرض بعد أسبوعين.

### ردود النقاد
حصل لفيلم علي استحسان من 92% من  204 تقييم علي موقع الطماطم الفاسدة، مع متوسط تصنيف من 7.6/10. يتوافق النقاد علي الموقع علي أن الفيلم: «متعة بصرية مليء بعمل ممتاز من روبرت باتينسون، الوقت المناسب هو عمل متفرد مميز دراميا ويقدم إثارة أكثر بكثير من المعتاد.» على ميتاكريتيك، حصل الفيلم علي متوسط درجة 80 من 100، استنادا إلى 41 النقاد، مشيرا إلى «عموما ملاحظات إيجابية».

## وصلات خارجية
- مقالات تستعمل روابط فنية بلا صلة مع ويكي بيانات
- الوقت المناسب في ليتربوكسد